# Eleutherodactylus chlorophenax
Eleutherodactylus chlorophenax es una especie de anfibio anuro de la familia Eleutherodactylidae.

## Distribución geográfica
Esta especie es endémica de Haití. Habita entre los 990 y 1290 m de altitud en el macizo de la Hotte.

## Descripción
Los machos miden hasta 59 mm.

## Publicación original
- Schwartz, 1976 : Two new species of Hispaniolan Eleutherodactylus (Leptodactylidae). Herpetologica, vol. 32, n.º 2, p. 163-171.[5]